# 토비러쉬
토비러쉬(1993년 6월 14일 ~ )는 대한민국의 작곡가 겸 DJ다.

## 방송
- WET! (2023)

## 공연
- 워터밤 대구 2022 (2022)